# Palaui labdarúgó-bajnokság (első osztály)
A Palau Soccer League a palaui labdarúgó-bajnokság elnevezése. 2004-ben alapították és 5 csapat részvételével zajlik. A bajnok az OFC-bajnokok Ligájában indulhat.

## Az eddigi bajnokok
- 2004: Daewoo Ngatpang
- 2005: Team Bangladesh
- 2006: Surangel And Sons Company
- 2007: Team Bangladesh (2)
- 2008: Kramers
- 2009: Melekeok
- 2010: Daewoo Ngatpang (2)
- 2012 ősz: Team Bangladesh (3)
- 2012 tavasz: Taj FC
- 2014: Kramers

## Bajnoki címek eloszlása
| Bajnoki címek | Klub                      | Bajnoki évek                 |
| ------------- | ------------------------- | ---------------------------- |
| 3             | Team Bangladesh           | 2005, 2006–07, 2012 (tavasz) |
| 2             | Daewoo Ngatpang           | 2004, 2010                   |
| 2             | Kramers                   | 2008, 2014                   |
| 1             | Melekeok                  | 2009                         |
| 1             | Surangel And Sons Company | 2006                         |
| 1             | Taj FC                    | 2012 (ősz)                   |

## Külső hivatkozások
- Információk az RSSSF honlapján